# Tanka
Tanka je japonská básnická forma dříve nazývaná waka, využívající sylabický verš.
V 19. století se rozšířila i mimo japonskou poesii. Má pět veršů, z nichž první a třetí mají pět slabik a ostatní sedm. Někdy se tak uvádí schéma 5-7-5-7-7. První tři verše jsou označovány jako kaminoku (horní fráze) a poslední dva jako šimonoku (spodní fráze). Původně byla tanka zakončením (posláním, envoi) delší básně, v níž se pravidelně střídaly pětislabičné a sedmislabičné verše (taková forma se nazývá čóka). Až v pozdější době začali básníci jako Kakinomoto no Hitomaro (662–710) psát tyto závěrečné sloky samostatně – tanka byla pro jednodušší a všednější emoce vhodnější než delší, slavnostnější a vážnější čóka.
V desátém století čóka ustoupila do pozadí a tanka se stala nejčastější formou oboru waka. Časté byly literární texty, v nichž se střídala próza a básně formou tanka – vyvinula se také zvláštní společenská hra, při které jeden zaimprovizoval první tříverší tanky a druhý na ně musel odpovědět dvojverším, taková báseň se nazývá renga, "řetězová báseň. Později vznikla její modifikace, zvaná haikai no renga, "hravá renga," ze které se vyvinulo haiku (název haiku=spojení slov hokku, horní sloka a haikai, hravý)
Básně tanka jsou i dnes velmi populární, tvoří spolu s formou haiku (které se vyvinulo právě z rengy – jde o osamostatněné první tříverší tanky) nejčastější formy japonské poesie. Výbor parafrází z japonských tanka pořídil Bohumil Mathesius pod názvem Verše psané na vodu. Známá je tanka císaře Hirohita z 1.1.1946:
Neohroženě
stojí tu borovice,
zatímco kolem 
narůstají závěje.
Z ní berte si příklad!